# Спутники Юпитера

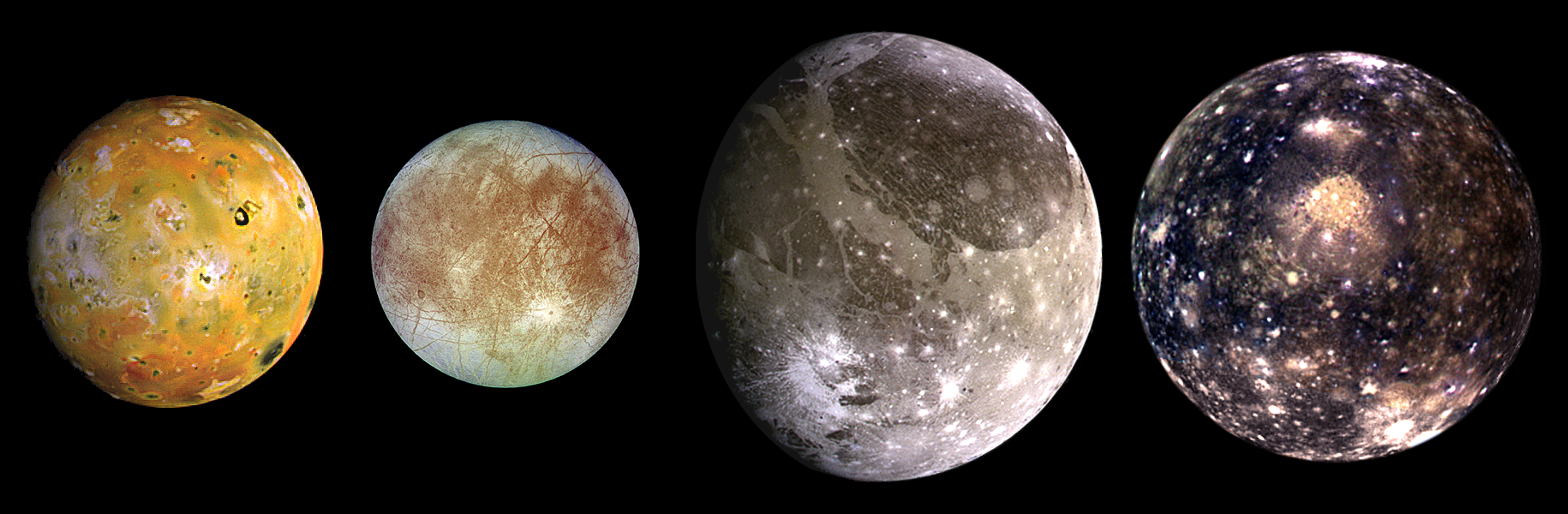
Галилеевы спутники Юпитера. Слева направо, в порядке удаления от Юпитера: Ио, Европа, Ганимед, Каллисто

Спутники Юпитера — естественные спутники планеты Юпитер. На май 2023 года известно 95 спутников Юпитера. Кроме того, у Юпитера есть система колец.
В СМИ, популярной и художественной литературе спутники Юпитера нередко называют лунами Юпитера.

## История открытия и именования
В марте 1610 года Галилео Галилей опубликовал небольшую книгу под названием Sidereus Nuncius (с лат. — «Звёздный вестник»), в которой сообщил, что, наблюдая Юпитер в телескоп, открыл четыре наиболее крупных спутника — Ио, Европу, Ганимед и Каллисто. Сейчас они носят название «галилеевых». Это яркие небесные тела, вращающиеся по достаточно удалённым от планеты орбитам, так что их легко различить даже в полевой бинокль. Галилей назвал спутники «Звёздами Медичи» в честь своего покровителя Козимо II де Медичи, Великого герцога Тосканского:
Поскольку я, как первооткрыватель, должен назвать эти новые планеты, я желаю, в подражание великим мудрецам, поместившим среди звёзд самых замечательных героев того времени, посвятить их светлейшему герцогу Козимо II де Медичи, великому герцогу Тосканскому.
(Галилео Галилей. «Sidereus Nuncius»).
Фактически первооткрывателем спутников был не Галилей, а немецкий астроном Симон Мариус. Он начал наблюдения спутников в Нюрнберге в конце ноября 1609 года, а записи стал вести с 29 декабря 1609 года. Сообщение об открытии было опубликовано им лишь в 1614 году в книге Mundus Jovialis Anno 1609 Detectus. Мариус предложил для спутников названия, взяв имена из древнегреческих мифов. Свой выбор он связал с любовными похождениями бога Зевса (Юпитера), который, похитив, овладел тремя девушками и одним юношей — согласно мифам, то были Ио, дочь бога рек Инаха; Каллисто, дочь царя Ликаона; Европа, дочь царя Агенора; Ганимед, сын троянского царя Троса. Несмотря на одобрение Иоганна Кеплера, эти имена хотя и были известны астрономам, использовались редко. Обычно спутники обозначались номерами от I до IV в порядке их удаления от Юпитера. Сам Галилей с января 1610 года также предпочитал числовые обозначения. Общее название «галилеевы спутники» было, вероятно, впервые использовано в 1892 году астрономом Гринвичской обсерватории Уильямом Линном.
Пятый спутник был открыт 9 сентября 1892 года Эдвардом Барнардом, наблюдавшим Юпитер в Ликской обсерватории на горе Гамильтон в центральной части Калифорнии. Барнард изначально не хотел давать название новому спутнику из-за того, что для предыдущих четырёх спутников начали входить в широкое употребление названия, предложенные Мариусом. Астрономы того времени рассматривали эту тенденцию негативно, поскольку с недоверием относились к заявлениям Мариуса о том, что он открыл спутники первым (документальные свидетельства приоритета были обнаружены лишь спустя несколько лет). Несмотря на это, для спутника было предложено несколько названий: Уильям Линн предложил имена «Фульмен» или «Керанос» (поскольку Юпитер считался богом грозы), а Камиль Фламмарион, вспомнив миф о козе, вскормившей младенца-Зевса своим молоком, посоветовал Барнарду назвать спутник «Амальтея». Предлагались также не связанные с мифологией имена, указывавшие на место открытия спутника: «Колумбия» (на 1892 год приходился четырёхсотлетний юбилей открытия Америки Колумбом) и «Эврика» (по знаменитому восклицанию Архимеда, ставшему девизом штата Калифорния). Барнард оставался непреклонным, считая «Пятый спутник» наилучшим обозначением для открытого им небесного тела, несмотря на определённую путаницу, связанную с тем, что фактически этот спутник находился ближе к Юпитеру, чем ранее открытые.
Шестой спутник был обнаружен 3 декабря 1904 года Чарльзом Перрином в той же Ликской обсерватории. 5 января 1905 года Перрин также открыл седьмой спутник. Хотя в астрономической литературе высказывались призывы дать новым спутникам названия из-за возраставшей путаницы, они не были услышаны. Эти и вновь открываемые спутники Юпитера так и оставались безымянными, хотя для четырёх галилеевых спутников общепринятыми стали названия, предложенные Мариусом.
27 января 1908 года Филибер Мелотт в Гринвичской обсерватории открыл восьмой спутник. Следующие четыре спутника были открыты Сетом Николсоном: девятый — 21 июля 1914 года (Ликская обсерватория), десятый — 6 июля 1938 года, одиннадцатый — 30 июля 1938 года, двенадцатый — 28 сентября 1951 года (все три в обсерватории Маунт-Вилсон). Николсон также был сторонником числовых обозначений для спутников. Он предложил использовать римские цифры с префиксом J, обозначающим принадлежность к системе Юпитера: J X, J XI и т. д. Также к этому моменту для пятого спутника стало общеупотребительным имя «Амальтея», предложенное Фламмарионом.
Несколько учёных, недовольных отсутствием собственных имён у спутников Юпитера, выдвинули свои предложения по их именованию: в 1955 году — Брайан Марсден, в 1962 году Э. И. Нестерович, и в 1973 году Ю. А. Карпенко. Все авторы сошлись на традиционных названиях для первых пяти спутников (Ио, Европа, Ганимед, Каллисто и Амальтея). Для остальных спутников были предложены названия, основанные на греческой мифологии. В предложении Карпенко названия шестого и седьмого спутника были связаны с названием пятого (кормилицы Зевса), восьмой спутник был назван в честь дочери Зевса и Леды, а для остальных спутников были выбраны имена любовниц Зевса.
|        | Марсден  | Нестерович | Карпенко |
| ------ | -------- | ---------- | -------- |
| J VI   | Гестия   | Атлас      | Адрастея |
| J VII  | Гера     | Геракл     | Ида      |
| J VIII | Посейдон | Персефона  | Елена    |
| J IX   | Аид      | Цербер     | Леда     |
| J X    | Деметра  | Прометей   | Латона   |
| J XI   | Пан      | Дедал      | Даная    |
| J XII  | Адрастея | Гефест     | Семела   |

Тринадцатый спутник был открыт Чарльзом Ковалем на фотопластинках, отснятых в обсерватории Маунт-Паломар с 11 по 13 сентября 1974 года. Коваль также был сторонником номерных обозначений для спутников, указывая, что мифологические обозначения не будут иметь практического значения и будут «бесполезными, избыточными и потенциально вводящими в заблуждение».
Несмотря на это, Международный астрономический союз 7 октября 1975 года опубликовал список потенциальных имён спутников Юпитера, а в августе 1976 года Генеральная ассамблея союза в Гренобле утвердила резолюцию об именовании объектов внешней Солнечной системы, включавшую названия для спутников Юпитера, а также указание на то, что первооткрыватель нового спутника может выбрать для него имя с учётом сложившейся для конкретной планеты традиций именования. Спутники получили следующие имена: V — Амальтея, VI — Гималия, VIII — Пасифе, IX — Синопе, X — Лиситея, XI — Карме, XII — Ананке, XIII — Леда. Последнее название было предложено Ковалем, который дал такое указание на случай, если не будут оставлены номерные обозначения. Резолюция указывала, что присвоение официальных названий является необходимым ввиду того, что уже применяется несколько конфликтующих систем неформальных обозначений, а также в связи с возможным открытием и последующим именованием объектов на поверхности спутников.
Спутникам с ретроградными орбитами, согласно резолюции, присваивают названия, оканчивающиеся на букву «е». Соответственно ошибочными являются иногда встречающиеся транскрипции этих названий, оканчивающиеся на букву «а». Например, спутник Пасифе назван в честь персонажа греческой мифологии Пасифаи; однако название спутника должно писаться именно как «Пасифе», не совпадая в написании с именем персонажа.

## Современность
Благодаря наземным наблюдениям системы Юпитера к концу 1970-х годов было известно уже 13 спутников. В 1979 году новые открытия в системе Юпитера оказались связанными с пролётом космических аппаратов «Вояджер-1» и «Вояджер-2». Было открыто три внутренних спутника Юпитера, два из которых находились ближе к Юпитеру, чем Амальтея. 4 марта 1979 года Стивен Синнот обнаружил на изображениях «Вояджера-1» самый близкий к Юпитеру спутник, 5 марта им же был открыт самый дальний из трёх спутников (позже он был обнаружен на изображениях, полученных ещё 27 февраля 1979 года). Спутник, находящийся на орбите между Ио и Амальтеей был открыт Дэвидом Джуиттом и Эдвардом Дэниелсоном 8 июля 1979 года на снимках «Вояджера-2». Спутники получили временные обозначения S/1979 J 3, S/1979 J 2 и S/1979 J 1 соответственно. Спутнику S/1979 J 1 был присвоен порядковый номер XV и имя Адрастея, в честь одной из кормилиц Зевса, S/1979 J 2 получил номер XIV и имя Фива в честь нимфы, которая была любовницей Зевса, а S/1979 J 3 достался номер XVI и имя Метида, принадлежавшее первой жене Зевса. Записанные латиницей названия этих спутников являются исключением из правила, по которому спутникам с проградным движением должны присваиваться имена, оканчивающие на «a». Названия спутников были официально утверждены Генеральной ассамблеей МАС в августе 1982 года.
После этого новые спутники Юпитера не открывались вплоть до 1999 года. 6 октября 1999 года наблюдателями программы Spacewatch Аризонского университета, занимавшимися поисками внешних спутников Юпитера, был открыт объект, который сперва приняли за астероид. Он получил обозначение 1999 UX 18. При последующих наблюдениях 18 июля 2000 года было установлено, что он обращается вокруг Юпитера. Спутнику было присвоено обозначение S/1999 J 1.
Начиная с 2000 года систематические поиски новых спутников Юпитера начала вести международная команда астрономов под руководством Скотта Шеппарда и Дэвида Джуитта, осуществляющая наблюдения с использованием телескопа Канада-Франция-Гавайи обсерватории Мауна Кеа на Гавайских островах. В 2000 году было открыто десять, а в 2001 одиннадцать новых спутников, что довело их общее число до 39. Среди вновь открытых спутников был объект, ранее наблюдавшийся в 1975 году Чарльзом Ковалем и Элизабет Рёмер в Паломарской обсерватории, который получил обозначение S/1975 J 1, но был потерян. При переоткрытии он получил обозначение S/2000 J 1. В 2003 году он получил название Фемисто — окончание на «о» означало высокое наклонение его орбиты. Аналогичная ситуация сложилась со спутником, позже получившим название Дия — он впервые наблюдался в 2000 году, но был потерян и вновь обнаружен только в 2012 году.
Развитие технологии CCD-матриц сделало возможным открытие небольших спутников Юпитера (до 1 км в диаметре и менее) с использованием наземных телескопов. С октября 1999 года по февраль 2003 года было открыто 34 новых спутника. К 2015 году было открыто ещё 15 спутников. Ещё два спутника были обнаружены в 2017 году командой Шеппарда в Институте Карнеги, что довело общее число известных спутников до 69. 17 июля 2018 года МАС подтвердил, что командой Шеппарда обнаружено ещё 10 спутников, среди которых был Валетудо, примечательный тем, что имеет проградную орбиту, пересекающуюся с орбитами нескольких ретроградных спутников, что делает возможным в отдалённом будущем их столкновение.
В сентябре 2020 года исследователи университета Британской Колумбии обнаружили на архивных фотографиях телескопа Канада-Франция-Гавайи ещё 45 предполагаемых спутников небольшого размера. Подтверждению их статуса мешает неопределённость параметров орбиты.
В 2021 году канадский астроном-любитель Кай Ли открыл 80-й спутник Юпитера, ему удалось это сделать проанализировав данные, собранные в феврале 2003 года исследователями из Гавайского университета, новый спутник получил предварительное название EJc0061. Позже ему было присвоено обозначение S/2003 J 24.
20 декабря 2022 года Центр малых планет (MPC) опубликовал данные об орбитах 12 ранее неизвестных спутников Юпитера. Также удалось найти ранее утерянный спутник S/2003 J 10.
Для наименования вновь открываемых спутников, помимо имён возлюбленных и фаворитов Зевса, стали использоваться имена придворных Зевса или Юпитера (как из греческой, так и из римской мифологии). Позже список возможных названий был расширен за счёт имён потомков Зевса. Международный астрономический союз воздерживается от присвоения собственных имён спутникам, имеющим абсолютную звёздную величину больше 18 или диаметр меньше 1 км. Поэтому многие недавно открытые спутники не получили названий.

## Некоторые параметры
| Порядок | Имя     | Имя         | Фото | Размеры (км) | Масса (кг) | Большая полуось (км) | Орбитальный период (д) | Наклон орбиты (°) | e       | Год открытия | Группа             |
| ------- | ------- | ----------- | ---- | ------------ | ---------- | -------------------- | ---------------------- | ----------------- | ------- | ------------ | ------------------ |
| 1       | XVI     | Метида      |      | 60×40×34     | ≈3,6⋅1016  | 127 690              | +7ч4м29с               | 0,06°             | 0,00002 | 1979         | Амальтея           |
| 2       | XV      | Адрастея    |      | 20×16×14     | ≈2⋅1015    | 128 690              | +7ч9м30с               | 0,03°             | 0,0015  | 1979         | Амальтея           |
| 3       | V       | Амальтея    |      | 250×146×128  | 2,08⋅1018  | 181 366              | +11ч57м23с             | 0,374°            | 0,0032  | 1892         | Амальтея           |
| 4       | XIV     | Фива        |      | 116×98×84    | ≈4,3⋅1017  | 221 889              | +16ч11м17с             | 1,076°            | 0,0175  | 1979         | Амальтея           |
| 5       | I       | Ио          |      | 3643         | 8,9⋅1022   | 421 700              | +1,77                  | 0,050°            | 0,0041  | 1610         | Галилеевы спутники |
| 6       | II      | Европа      |      | 3122         | 4,8⋅1022   | 671 034              | +3,55                  | 0,471°            | 0,0094  | 1610         | Галилеевы спутники |
| 7       | III     | Ганимед     |      | 5262         | 1,5⋅1023   | 1 070 412            | +7,15                  | 0,204°            | 0,0011  | 1610         | Галилеевы спутники |
| 8       | IV      | Каллисто    |      | 4821         | 1,1⋅1023   | 1 882 709            | +16,69                 | 0,205°            | 0,0074  | 1610         | Галилеевы спутники |
| 9       | XVIII   | Фемисто     |      | 9            | 6,9⋅1014   | 7 393 216            | +129,87                | 45,762°           | 0,2115  | 1975, 2000   | Фемисто            |
| 10      | XIII    | Леда        |      | 18           | 1,1⋅1016   | 11 187 781           | +241,75                | 27,562°           | 0,1673  | 1974         | Гималия            |
| 11      | VI      | Гималия     |      | 160          | 4.2⋅1018   | 11 451 971           | +250,37                | 30,486°           | 0,1513  | 1904         | Гималия            |
| 12      | LXXI    | Эрса        |      | 3            |            | 11 483 000           |                        |                   |         | 2018         | Гималия            |
| 13      | LXV     | Пандия      |      | 3            | 1,5⋅1013   | 11 525 000           |                        |                   |         | 2017         | Гималия            |
| 14      | X       | Лиситея     |      | 38           | 6,3⋅1016   | 11 740 560           | +259,89                | 27,006°           | 0,1322  | 1938         | Гималия            |
| 15      | VII     | Элара       |      | 78           | 8,7⋅1017   | 11 778 034           | +261,14                | 29,691°           | 0,1948  | 1905         | Гималия            |
| 16      | LIII    | Дия         |      | 4            | 9,0⋅1013   | 12 570 424           | +287,93                | 27,584°           | 0,2058  | 2000, 2012   | Гималия            |
| 17      | XLVI    | Карпо       |      | 3            | 4,5⋅1013   | 17 144 873           | +458,62                | 56,001°           | 0,2735  | 2003         | Карпо              |
| 18      | LXII    | Валетудо    |      | 1            |            | 18 980 000           |                        |                   |         | 2017         | Валетудо           |
| 19      | L??     | S/2003 J 12 |      | 1            | 1,⋅1012    | 19 002 480           | −533,3                 | 142,680°          | 0,4449  | 2003         | Ананке             |
| 20      | XXXIV   | Эвпорие     |      | 2            | 1,5⋅1013   | 19 088 434           | −538,78                | 144,694°          | 0,0960  | 2001         | Ананке             |
| 21      | LX      | Евфеме      |      | 2            | 1,1⋅1013   | 19 621 780           | −561,52                | 146,363°          | 0,2507  | 2003         | Ананке             |
| 22      | LV      | S/2003 J 18 |      | 2            | 1,1⋅1013   | 19 812 577           | −569,73                | 147,401°          | 0,1569  | 2003         | Ананке             |
| 23      | LXXII   | S/2011 J 1  |      | 2            | ?          | 20 101 000           | −580,7                 | 162,8°            | 0,296   | 2011         | Карме              |
| 24      | LII     | S/2010 J 2  |      | 1            | ?          | 20 307 150           | −588,82                | 150,363°          | 0,3076  | 2010         | Ананке             |
| 25      | XLII    | Тельксиное  |      | 2            | 1,5⋅1013   | 20 453 753           | −597,61                | 151,292°          | 0,2684  | 2003         | Ананке             |
| 26      | XXXIII  | Эванте      |      | 3            | 4,5⋅1013   | 20 464 854           | −598,09                | 143,409°          | 0,2000  | 2001         | Ананке             |
| 27      | XLV     | Гелике      |      | 4            | 9,0⋅1013   | 20 540 266           | −601,40                | 154,586°          | 0,1374  | 2003         | Ананке             |
| 28      | XXXV    | Ортозие     |      | 2            | 1,5⋅1013   | 20 567 971           | −602,62                | 142,366°          | 0,2433  | 2001         | Ананке             |
| 29      | LXVIII  | S/2017 J 7  |      | 2            |            | 20 571 500           | −602,77                | 143,44°           | 0,215   | 2017         | Ананке             |
| 30      | LIV     | S/2016 J 1  |      | 1            | 1,5⋅1013   | 20 595 000           | −603,83                | 139,84°           | 0,138   | 2016         | Ананке             |
| 31      | LXIV    | S/2017 J 3  |      | 2            |            | 20 694 000           | −605,76                | 147,91°           | 0,148   | 2017         | Ананке             |
| 32      | XXIV    | Иокасте     |      | 5            | 1,9⋅1014   | 20 722 566           | −609,43                | 147,248°          | 0,2874  | 2000         | Ананке             |
| 33      | L??     | S/2003 J 16 |      | 2            | 1,5⋅1013   | 20 743 779           | −610,36                | 150,769°          | 0,3184  | 2003         | Ананке             |
| 34      | XXVII   | Праксидике  |      | 7            | 4,3⋅1014   | 20 823 948           | −613,90                | 144,205°          | 0,1840  | 2000         | Ананке             |
| 35      | XXII    | Гарпалике   |      | 4            | 1,2⋅1014   | 21 063 814           | −624,54                | 147,223°          | 0,2440  | 2000         | Ананке             |
| 36      | XL      | Мнеме       |      | 2            | 1,5⋅1013   | 21 129 786           | −627,48                | 149,732°          | 0,3169  | 2003         | Ананке             |
| 37      | XXX     | Гермиппе    |      | 4            | 9,0⋅1013   | 21 182 086           | −629,81                | 151,242°          | 0,2290  | 2001         | Ананке             |
| 38      | XXIX    | Тионе       |      | 4            | 9,0⋅1013   | 21 405 570           | −639,80                | 147,276°          | 0,2525  | 2001         | Ананке             |
| 39      | LXX     | S/2017 J 9  |      | 3            |            | 21 430 000           | −640,90                | 152,66°           | 0,229   | 2017         | Ананке             |
| 40      | XII     | Ананке      |      | 28           | 3,0⋅1016   | 21 454 952           | −642,02                | 151,564°          | 0,3445  | 1951         | Ананке             |
| 41      | L       | Герсе       |      | 2            | 1,5⋅1013   | 22 134 306           | −672,75                | 162,490°          | 0,2379  | 2003         | Карме              |
| 42      | XXXI    | Этне        |      | 3            | 4,5⋅1013   | 22 285 161           | −679,64                | 165,562°          | 0,3927  | 2001         | Карме              |
| 43      | LXVII   | S/2017 J 6  |      | 2            |            | 22 395 000           |                        |                   |         | 2017         | Пасифе             |
| 44      | XXXVII  | Кале        |      | 2            | 1,5⋅1013   | 22 409 207           | −685,32                | 165,378°          | 0,2011  | 2001         | Карме              |
| 45      | XX      | Тайгете     |      | 5            | 1,6⋅1014   | 22 438 648           | −686,67                | 164,890°          | 0,3678  | 2000         | Карме              |
| 46      | LXI     | S/2003 J 19 |      | 2            | 1,5⋅1013   | 22 709 061           | −699,12                | 164,727°          | 0,1961  | 2003         | Карме              |
| 47      | XXI     | Халдене     |      | 4            | 7,5⋅1013   | 22 713 444           | −699,33                | 167,070°          | 0,2916  | 2000         | Карме              |
| 48      | LVIII   | Филофросине |      | 2            | 1,5⋅1013   | 22 720 999           | −699,68                | 141,812°          | 0,0932  | 2003         | Пасифе             |
| 49      | L??     | S/2003 J 10 |      | 2            | 1,5⋅1013   | 22 730 813           | −700,13                | 163,813°          | 0,3438  | 2003         | Карме              |
| 50      | L??     | S/2003 J 23 |      | 2            | 1,5⋅1013   | 22 739 654           | −700,54                | 148,849°          | 0,3930  | 2003         | Пасифе             |
| 51      | XXV     | Эриноме     |      | 3            | 4,5⋅1013   | 22 986 266           | −711,96                | 163,737°          | 0,2552  | 2000         | Карме              |
| 52      | XLI     | Аойде       |      | 4            | 9,0⋅1013   | 23 044 175           | −714,66                | 160,482°          | 0,6011  | 2003         | Пасифе             |
| 53      | XLIV    | Каллихоре   |      | 2            | 1,5⋅1013   | 23 111 823           | −717,81                | 164,605°          | 0,2041  | 2003         | Карме              |
| 54      | LXVI    | S/2017 J 5  |      | 2            |            | 23 169 400           |                        |                   |         | 2017         | Карме              |
| 55      | LXIX    | S/2017 J 8  |      | 1            |            | 23 174 400           |                        |                   |         | 2017         | Карме              |
| 56      | XXIII   | Калике      |      | 5            | 1,9⋅1014   | 23 180 773           | −721,02                | 165,505°          | 0,2139  | 2000         | Карме              |
| 57      | XI      | Карме       |      | 46           | 1,3⋅1017   | 23 197 992           | −721,82                | 165,047°          | 0,2342  | 1938         | Карме              |
| 58      | XVII    | Каллирое    |      | 7            | 8,7⋅1014   | 23 214 986           | −722,62                | 139,849°          | 0,2582  | 1999         | Пасифе             |
| 59      | XXXII   | Эвридоме    |      | 3            | 4,5⋅1013   | 23 230 858           | −723,36                | 149,324°          | 0,3769  | 2001         | Пасифе             |
| 60      | LXIII   | S/2017 J 2  |      | 2            |            | 23 241 000           |                        |                   |         | 2017         | Карме              |
| 61      | LVI     | S/2011 J 2  |      | 1            | ?          | 23 267 000           | −726,8                 | 151,85°           | 0,387   | 2011         | Пасифе             |
| 62      | XXXVIII | Пазифее     |      | 2            | 1,5⋅1013   | 23 307 318           | −726,93                | 165,759°          | 0,3288  | 2001         | Карме              |
| 63      | LI      | S/2010 J 1  |      | 2            |            | 23 314 335           | −724,34                | 163,219°          | 0,3200  | 2010         | Карме              |
| 64      | XLIX    | Коре        |      | 2            | 1,5⋅1013   | 23 345 093           | −776,02                | 137,371°          | 0,1951  | 2003         | Пасифе             |
| 65      | XLVIII  | Киллене     |      | 2            | 1,5⋅1013   | 23 396 269           | −731,10                | 140,148°          | 0,4115  | 2003         | Пасифе             |
| 66      | XLVII   | Эвкеладе    |      | 4            | 9,0⋅1013   | 23 483 694           | −735,20                | 163,996°          | 0,2828  | 2003         | Карме              |
| 67      | LIX     | S/2017 J 1  |      | 2            | 1,5⋅1013   | 23 484 000           | −735,21                | 149,20°           | 0,397   | 2017         | Пасифе             |
| 68      | L??     | S/2003 J 4  |      | 2            | 1,5⋅1013   | 23 570 790           | −739,29                | 147,175°          | 0,3003  | 2003         | Пасифе             |
| 69      | VIII    | Пасифе      |      | 58           | 3,0⋅1017   | 23 609 042           | −741,09                | 141,803°          | 0,3743  | 1908         | Пасифе             |
| 70      | XXXIX   | Гегемоне    |      | 3            | 4,5⋅1013   | 23 702 511           | −745,50                | 152,506°          | 0,4077  | 2003         | Пасифе             |
| 71      | XLIII   | Архе        |      | 3            | 4,5⋅1013   | 23 717 051           | −746,19                | 164,587°          | 0,1492  | 2002         | Карме              |
| 72      | XXVI    | Исоное      |      | 4            | 7,5⋅1013   | 23 800 647           | −750,13                | 165,127°          | 0,1775  | 2000         | Карме              |
| 73      | L??     | S/2003 J 9  |      | 1            | 1,5⋅1012   | 23 857 808           | −752,84                | 164,980°          | 0,2761  | 2003         | Карме              |
| 74      | LVII    | Эйрене      |      | 4            | 9,0⋅1013   | 23 973 926           | −758,34                | 165,549°          | 0,3070  | 2003         | Карме              |
| 75      | IX      | Синопе      |      | 38           | 7,5⋅1016   | 24 057 865           | −762,33                | 153,778°          | 0,2750  | 1914         | Пасифе             |
| 76      | XXXVI   | Спонде      |      | 2            | 1,5⋅1013   | 24 252 627           | −771,60                | 154,372°          | 0,4431  | 2001         | Пасифе             |
| 77      | XXVIII  | Автоное     |      | 4            | 9,0⋅1013   | 24 264 445           | −772,17                | 151,058°          | 0,3690  | 2001         | Пасифе             |
| 78      | XIX     | Мегаклите   |      | 6            | 2,1⋅1014   | 24 687 239           | −792,44                | 150,398°          | 0,3077  | 2000         | Пасифе             |
| 79      | L??     | S/2003 J 2  |      | 2            | 1,5⋅1013   | 30 290 846           | −1077,02               | 153,521°          | 0,1882  | 2003         | Пасифе             |
| 80      | L??     | S/2003 J 24 |      | 3            | ??         | 23 088 000           | −715,4                 | 162°              | 0,25    | 2003, 2021   | Карме              |